# Monarca del paradís d'Annobón
El monarca del paradís d'Annobón (Terpsiphone smithii) és un ocell de la família dels monàrquids (Monarchidae).

## Hàbitat i distribució
Habita els boscos de l'illa d'Annobón, al golf de Guinea.

## Taxonomia
Considerat fins fa poc una subespècie del monarca del paradís ventre-rogenc (Terpsiphone rufiventer), ara és considerat una espècie de ple dret arran estudis recents. Alguns autors, però, el continuen considerant una subespècie.